# Margahovit
Margahovit (in armeno Մարգահովիտ?) è un comune di 3 593 abitanti (2008) della Provincia di Lori in Armenia.